# Campionat del món de ciclisme en pista de 1967
El Campionat Mundial de Ciclisme en Pista de 1967 es va celebrar a Amsterdam (Països Baixos) del 22 al 27 d'agost de 1967.
Les proves es van realitzar a l'Estadi Olímpic d'Amsterdam. En total es va competir en 11 disciplines, 9 de masculines i 2 de femenines.

## Resultats

### Masculí

#### Professional
| Prova                 | Or                             | Argent                     | Bronze                     |
| Velocitat individual  | Patrick Sercu · Bèlgica        | Giuseppe Beghetto · Itàlia | Angelo Damiano · Itàlia    |
| Persecució individual | Tiemen Groen · Països Baixos · | Hugh Porter · Regne Unit · | Leandro Faggin · Itàlia ·  |
| Darrere moto          | Leo Proost · Bèlgica           | Romain De Loof · Bèlgica   | Domenico De Lillo · Itàlia |

#### Amateur
| Prova                     | Or                                                                                       | Argent                                                                         | Bronze                                                                   |
| Velocitat individual      | Daniel Morelon · França                                                                  | Pierre Trentin · França                                                        | Luigi Borghetti · Itàlia                                                 |
| Persecució individual     | Gert Bongers · Països Baixos                                                             | Mogens Frey · Dinamarca                                                        | Jiří Daler · Txecoslovàquia                                              |
| Persecució per equips     | Unió Soviètica · Stanislav Moskvin · Mikhail Kolyuschev · Viktor Bykov · Dzintars Latsis | Itàlia · Cipriano Chemello · Antonio Castello · Gino Pancino · Luigi Roncaglia | RFA · Karl-Heinz Henrichs · Rainer Podlesch · Jürgen Kissner · Karl Link |
| Quilòmetre contrarellotge | Niels Fredborg · Dinamarca ·                                                             | Wacław Latocha · Polònia ·                                                     | Roger Gibbon · Trinitat i Tobago ·                                       |
| Tàndem                    | Itàlia · Bruno Gonzato · Dino Verzini                                                    | França · Pierre Trentin · Daniel Morelon                                       | Bèlgica · Daniel Goens · Robert Van Lancker                              |
| Darrere moto              | Piet De Wit · Països Baixos                                                              | Michail Markov · Unió Soviètica                                                | Dries Helsloot · Països Baixos                                           |

### Femení
| Prova                 | Or                                 | Argent                             | Bronze                            |
| Velocitat individual  | Valentina Savina · Unió Soviètica  | Irina Kiritchenko · Unió Soviètica | Galina Ermolaeva · Unió Soviètica |
| Persecució individual | Tamara Garkuchina · Unió Soviètica | Raisa Obodovskaya · Unió Soviètica | Beryl Burton · Regne Unit         |

## Medaller
| Pos. | País              | Or | Plata | Bronze | Total |
| 1    | Unió Soviètica    | 3  | 3     | 1      | 7     |
| 2    | Països Baixos     | 3  | 1     | 1      | 5     |
| 3    | Bèlgica           | 2  | 1     | 1      | 4     |
| 4    | Itàlia            | 1  | 2     | 4      | 7     |
| 5    | França            | 1  | 2     | 0      | 3     |
| 6    | Dinamarca         | 1  | 1     | 0      | 2     |
| 7    | Polònia           | 0  | 1     | 0      | 1     |
| 8    | Regne Unit        | 0  | 0     | 1      | 1     |
| 8    | RFA               | 0  | 0     | 1      | 1     |
| 8    | Txecoslovàquia    | 0  | 0     | 1      | 1     |
| 8    | Trinitat i Tobago | 0  | 0     | 1      | 1     |
|      | TOTAL             | 11 | 11    | 11     | 33    |